# Etty Fraser
Etty Fraser Martins de Souza (Río de Janeiro, 8 de mayo de 1931 – São Paulo, 31 de diciembre de 2018) fue una actriz brasileña. 
Aunque fue sobre todo actriz de teatro, Fraser se hizo famosa por presentar el programa culinario À Moda da Casa en la década de los 80 en Rede Bandeirantes y posteriormente en TV Record.
En 1992 Etty Fraser se convirtió del judaísmo al catolicismo.

## Carrera
Televisión
- 1959 - Grande Teatro Tupi
- 1961 - O Vigilante Rodoviário
- 1962 - Pequenos Burgueses
- 1966 - Ninguém Crê em Mim
- 1968 - Beto Rockfeller.... Madame Walesca
- 1969 - Nino, o Italianinho.... Adelaide
- 1970 - Simplesmente Maria....  Pierina
- 1972 - Vitória Bonelli.... Pina (Hipólita)
- 1974 - O Machão.... Mimosa
- 1975 - Meu Rico Português.... Frida
- 1976 - Os Apóstolos de Judas.... Evelyn
- 1978 - Salário Mínimo.... Letícia
- 1980 - Cavalo Amarelo.... Elisa
- 1980 - Dulcinéa vai à guerra.... Elisa
- 1987 - Sassaricando.... Felícia
- 1992 - Mundo da Lua.... Tia Yolanda
- 1998 - Torre de Babel.... Sarita
- 2001 - Entre o Amor e a Espada
- 2004 - Um Só Coração.... Ita
- 2006 - Cidadão Brasileiro.... Mariazinha
- 2010 - Uma Rosa com Amor.... Antonieta

Cine
- 1965 - São Paulo, Sociedade Anônima
- 1967 - O Alegre Mundo de Helo
- 1969 - O Agente da Lei
- 1970 - Em Cada Coração um Punhal
- 1971 - Diabólicos Herdeiros
- 1974 - Macho e Fêmea
- 1974 - O Supermanso
- 1975 - Ifigênia Dá Tudo que Tem
- 1976 - Senhora - Firmina Mascarenhas
- 1981 - O Homem do Pau-Brasil - Olívia
- 1982 - Dôra Doralina
- 1983 - O Rei da Vela
- 1992 - As Três Mães
- 1995 - A Origem dos Bebês Segundo Kiki Cavalcanti
- 2002 - Durval Discos - Carmita
- 2003 - Cristina Wants to Get Married
- 2007 - Sete Vidas -  D. Bezinha
- 2009 - Por um pouco mais de liberdade - Maria
- 2011 - O Filme dos Espíritos - Dona Maria